# Pfannensieb

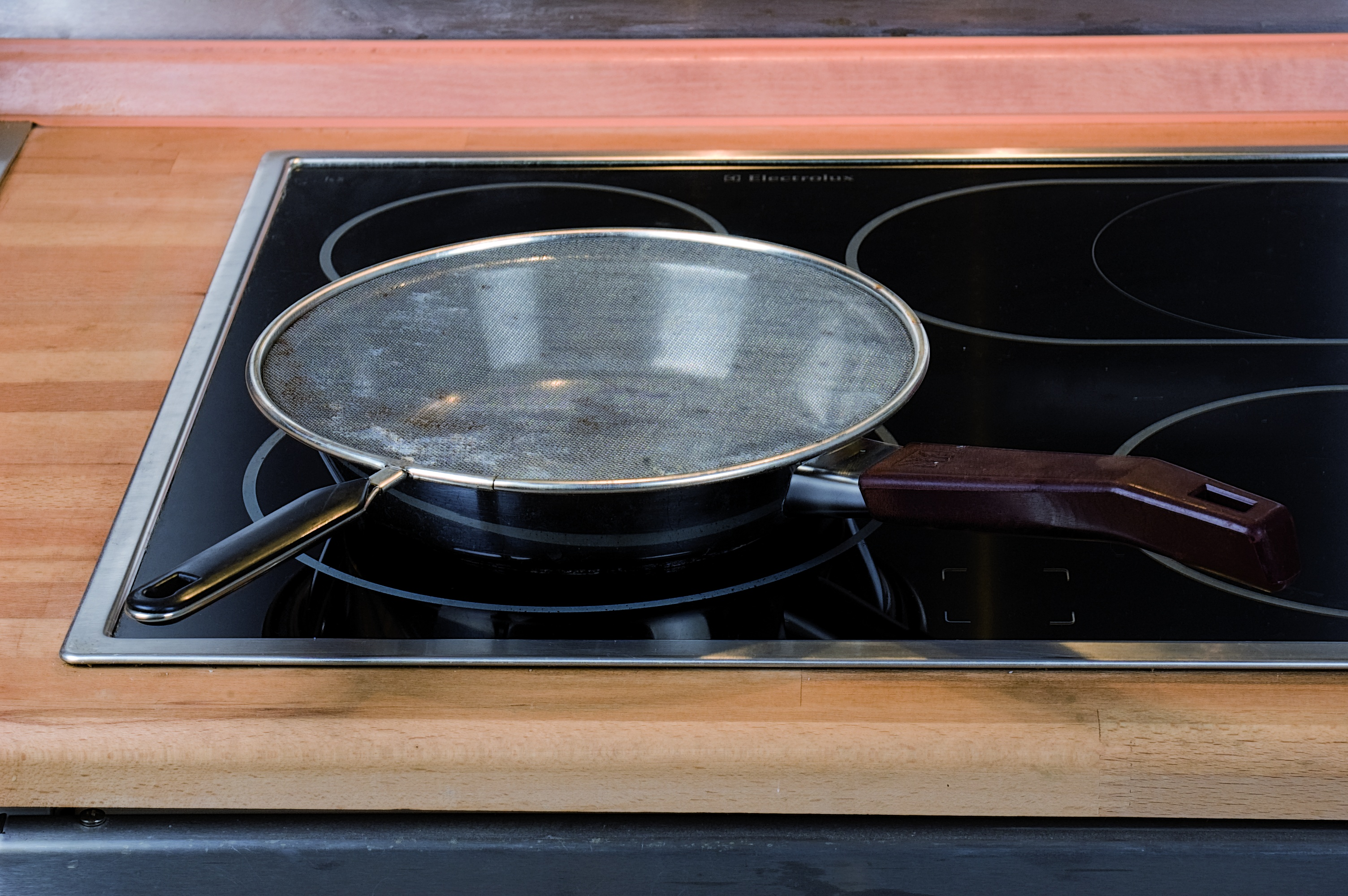
Handelsübliches Pfannensieb, hier auf eine Pfanne aufgelegt

Ein Pfannensieb ist ein Küchenutensil, das als Spritzschutz beim Kochen mit Bratpfannen verwendet wird. Im Handel ist es in verschiedenen Ausformungen und Materialien erhältlich. Es besteht in der Regel aus einem runden, flachen und engmaschigen Sieb aus Edelstahl und ist mit einem Griff ausgestattet, der außer aus Metall teils auch aus Kunststoff gefertigt wird. Handelsüblich sind Pfannensiebe mit einem Siebdurchmesser von etwa 29 cm, mit denen Pfannen bis etwa 28 cm Durchmesser abgedeckt werden können. Es gibt sie jedoch auch mit anderen bzw. noch größeren Siebdurchmessern.
Das Pfannensieb wird auf die Pfanne gelegt, wobei es diese vollständig abdecken sollte. Das engmaschige Sieb verhindert, dass heißes Bratfett aus der Pfanne spritzt, ermöglicht jedoch zugleich das ungehinderte Entweichen des Dampfes aus der Pfanne.